# フジナッツ健
フジナッツ健（フジナッツ けん、1983年（昭和58年）8月26日 - ）は、日本のお笑いタレント、ゲーム実況者、YouTuber。
2021年12月までふくしまボンガーズのメンバーとして福島を中心にお笑いライブや出張ライブを行う。
ムッシュ・サイトーと「パチッコリン」というユニットを組んでいる。福岡県福岡市出身、福島県福島市在住。右投げ左打ちの二塁手。

## 略歴
福岡市立曰佐小学校から福岡市立横手中学校。森田修学館に通い国立久留米高専に進学。大学入学資格を取得後に中退し、吉本の養成所東京NSCへ（8期生/2002年入学）。愛知県の明治村「吉本純情笑学校」に所属。吉本興業が「吉本弁当座」を設立し、そこに参加。福島県に移住し、テレビなどで活躍。福島ローカルのテレビ番組「ゴジてれ」のコーナー「日本一周ゆるっ旅」に出演。
2007年にムッシュ・サイトーとコンビ名「祭」を仮結成。2010年4月にコンビ名を現在の「パチッコリン」すると共に、芸名も藤吉藤吉郎から現在のフジナッツ健に変更。
「吉本弁当座」撤退の際に吉本興業を退所し、ゆっくり堂に所属。一緒に退所したメンバーで「ふくしまボンガーズ」を設立する。2020年8月からはYouTuberとしてはHoney Studio所属となる。
2021年12月27日にパチッコリンがふくしまボンガーズから卒業。現在は芸人の活動を続けつつYouTuberとして視聴者おすすめのスマホゲームの実況や広告でよく見るゲーム、一般的には評判の良くないとされるゲーム（クソゲー）などもしっかりやり込んだ上で配信している。
2020年から2022年7月までの間、日本国内からオンラインカジノをプレイし、2025年3月に法を軽視する行動をしたと自認し活動を自粛している。また、警察に自首し、同年5月に賭博の疑いで書類送検された。福島地検は7月4日付で不起訴処分とした。同月11日、オンラインカジノ利用について謝罪すると共に、少しずつ活動を再開させる意向を明らかにした。

### 趣味
ゲーム全般、将棋、ウクレレ、パチンコ・パチスロ、競馬、釣り、卓球、ボウリング、クソゲーのやり込み、嫁のいい所探し(愛妻家)、オンラインカジノ、盆踊り

### 特技
マジック、ファミコン、ジャグリング、オセロ、ヒッチハイク、大喜利

### エピソード
- 日本オセロ連盟公認指導員の資格を保有[10]。2012年に結婚、3人の子供がいる。結婚のきっかけはオセロだったため、「オセロ婚」とも言われている[11]。
- 大喜利を得意とし、視聴者から大喜利を求められるとテンションが上がり声が大きくなる。はしゃいで腕を痛めることも多々。
- 芸名は本名の藤と頭の形がピーナッツっぽいことから。
- 2008年5月から6月にかけてグループのルールを守れなかったとして活動を一時自粛[12][13]。
- 泥沼刑事ウルサイダーという小説を考えつくも原稿用紙2枚半ほどの文字数で限界となる[14]。
- 2021年6月に自身のWikipediaが荒らされる[15]。
- 鼻の調子が慢性的に悪く2021年5月と7月に手術入院生活を送る[16][17][18]。
- 2021年10月12日からTiktokを始める[19]。
- 寝る時は押入れの下段で[20]、一般的な枕を使わず毛布を枕にして寝ている[21]。
- 2020年から2022年7月までの間、日本国内からオンラインカジノをプレイしていた[22]。
- 2022年8月1日 ゲームではないアプリをクソゲー呼ばわりしたことについての謝罪動画を投稿する[23]。
- 2025年3月から活動を自粛する[7]。
- 自身のファンである芝野虎丸と共演した[24]。

### YouTubeでのエピソード
- 2018年12月28日 アカウント登録
- 2019年3月29日 最初のエピソード配信
- 2019年6月3日 YouTube収益化承認[25]
- 2019年に配信したゲーム数は135タイトル[26]。
- 2020年1月7日にYouTubeアカウントが乗っ取られ動画の更新が出来なくなり2週間後にはアカウント停止になるも1ヶ月後の2月6日に復活する[27][28][29]。
- 2020年に配信したゲーム数は261タイトル[30]。
- 2021年5月3日から4日にかけて24時間ぶっ通し桃鉄生配信を行う[31]。
- 2021年に配信したゲーム数は244タイトル[32]。
- やり込んでいるゲームに対しては1日のうち22時間プレイすることもある[33]。
- 2024年11月15日に新チャンネル 「フジナッツ健 海外旅行チャンネル」を登録[34]。

### YouTube登録者数
- 2019年5月17日 登録者数 500人[35]
- 2019年5月27日 登録者数 1,000人[36]
- 2019年8月10日 登録者数 5,000人[37]
- 2019年8月25日 登録者数 10,000人[38]
- 2019年10月6日 登録者数 15,000人[39]
- 2019年10月6日 登録者数 20,000人[40]
- 2019年12月29日 登録者数 30,000人[41]
- 2021年3月13日 登録者数 40,000人[42]
- 2021年6月6日 登録者数 50,000人[43]
- 2021年9月6日 登録者数 60,000人[44]
- 2021年10月10日 登録者数 66,668人[45]
- 2021年12月5日 登録者数 69,997人[46]
- 2022年1月24日 登録者数 77,777人[47]
- 2022年2月24日 登録者数 80,000人[48]
- 2022年4月13日 登録者数 90,000人[49]
- 2022年6月27日 登録者数 100,000人[50]

## 出演

### ラジオ
- Radio de Show ラジオでしょう（ラジオ福島、水曜日）

### 過去の出演番組およびコーナー等

#### テレビ
- ゴジてれ Chu!（福島中央テレビ）
  - 日本一周ゆるっ旅!（ゴジてれ Chu!の金曜日の企画、2008年4月から2010年3月までヒッチハイクで日本一周を達成）[51]
- 福島まるごとライブ ヨジデス（福島放送）

#### ラジオ
- Teatime Paradise（2011年10月 - 2015年3月 、ふくしまFM、木曜パーソナリティ）[52]
- マイタウンポコランド（FM-POCO）2017年9月 - 2020年3月31日[53]

#### CM
- バイオハザード アウトブレイク（2004年）
- 白猫ゴルフ（2022年）

## 実際にプレイしたゲーム

### 2019年
太字は「栄光はどのゲームに輝くのか！【クソゲーオブザイヤー２０１９】」でランクインしたタイトル
| ランスタ                   | 雪掻き                 | 組体操合戦                   | spear.io                |
| ワイヤーdeコイン2          | paper.io               | oddman                       | テス勉                  |
| big battle 3D              | コインラッシュ         | クレイジー英語               | ball action             |
| city fighter               | 無限ファーム           | 泥棒やっつけろ               | 説剣                    |
| christmas simulator        | canon shot!            | 今日は休みます               | aerox                   |
| spinning blades            | 漫画大作戦             | クラッシュロワイヤル         | survir.io               |
| break brick                | ペンギンの島           | 戦場ダッシュ                 | 無限チョコ工場          |
| hero wars                  | 工場の覇者             | the warrior                  | 早くトイレ行きたい      |
| bobs world                 | 武器投げRPG            | 全部押そう                   | swing&knock             |
| 溶岩ジャンプ               | ミニゴルフキング       | stickman dash                | uphill run              |
| pakey ball                 | Rescue Cut             | 限界しりとり                 | sticky bodies           |
| 爆走ドリフターズ           | go fish                | axes.io                      | football mayhen         |
| 無限ガチャ                 | 荒野行動的なもの       | bacon                        | bottle flip 3D          |
| ゴルフクラッシュ           | 潜入作戦               | gronny resend                | perfect slice           |
| tennis clash               | おかず甲子園           | フラッピーダンク             | ひまつぶスラッシュ      |
| crazy shopping             | drop&smash             | 私、転がります               | football strike         |
| 私のパスワードを教えて     | happy glass            | smash hit                    | GYM flip                |
| good island                | 策士勇者               | トニークそのターザンジャンプ | まものダンジョン        |
| ブーメラン族               | zooba                  | ガムフライト                 | crazy kick              |
| 僕の夢は正社員             | 胴上げ部               | イルカって立つんでしょ       | 絶叫トレインコースター  |
| soccer kick                | Drive ahead            | traffic run                  | ball braw!              |
| cool goal                  | ゆっくり育てていってね | tab titans2                  | アイデルヒーローズ      |
| お絵かきバトル             | home scapes            | Rocket Sky!                  | ゴールできたら神3D      |
| ラストシェルター           | castle wreck           | swing rider                  | fun race 3D             |
| Hungry shark world         | ガールズX バトル2      | snaker.io                    | DNB                     |
| ドラクエウォーク           | 世界の半分             | 放置少女                     | 飛べゴリラ              |
| 森の友達学園               | あべぴょん             | 最高におバカなゲーム         | 青鬼オンライン          |
| こんなフリーキックはイヤダ | マッチョ GoGoGo        | ぼく殺ろ                     | ミスターブレッド        |
| 糸通し                     | コトダマ勇者           | なるものか                   | とりかご                |
| 人生                       | ブロスタ               | hole.io                      | オセロ                  |
| ドクターマリオワールド     | ぷよぷよ               | aquapark.io                  | トラップアドベンチャー2 |
| Tiktokじゃんぷ             | ミリオンダイト         | アーチャー伝説               | どうぶつタワーバトル    |
| 池の水全部抜く             | jetpack jump           | ヘッドボール2                | エンドレス天和          |

### 2020年
太字は「全２６１タイトルの頂点を決めました。【クソゲーオブザイヤー２０２０】」でランクインしたタイトル
| うろ覚え福笑い                                | アリーナバトル         | Bullet Man 3D        | OKay!                  | defuse the bomb            |
| もちもちモチ盛り                              | Teils.io               | Crash landing        | ブレインウォーズ       | wood turning               |
| granny legend                                 | Dragon fighter         | slice it 3D          | Hero rescue            | ホームファイター           |
| energy Blast                                  | plants vs Zombies2     | FORGE AHEAD          | うどんちゅるん         | Hitmasters                 |
| ink.ink                                       | darts of fury          | ヒーローズコンバット | アサシン               | arrow master               |
| 妖怪タッピング                                | leap day               | SLAP KINGS           | spiral.roll            | basket dunk                |
| water shooty                                  | draw climber           | SLAP THAT            | Ultimate disc          | dentist bling              |
| GOLF RACE                                     | shoot Truck jump       | ジョニートリガー     | しょぼんのアクション   | 参加して衝突する           |
| baseball boy                                  | no Humanity            | どうぶつタワーバトル | Knock'n All            | SAVE the girl              |
| Off the Rails 3D                              | タバコかぶしきがいしゃ | スターシュートvs     | パークマスター         | 工場の覇者                 |
| DANCING ROAD                                  | Tales Rush             | batting hero         | よわすぎ勇者           | date the girl              |
| モンスタートレーダー                          | Stick Gun              | I,the one            | 魔剣伝説               | クラッシュ・ロワイヤル     |
| lucky looters                                 | Hit And Run            | 密ですゲーム         | square bird            | 細胞                       |
| スライムルーム                                | 忍者物語               | ランブルスターズ     | ジオメトリーダッシュ   | スライムの逆襲             |
| 勇者クライシス                                | Bye Bye monster        | draw joust           | Wrecking Ball          | 支払い検定                 |
| 豆腐少女                                      | Night Archer           | zip line 3D          | スーパーおばあちゃんズ | 一輪車選手権               |
| リアルボクシング                              | アーチャーの大冒険     | Go plane             | おじモン               | ONCE UPON A TOWER          |
| その剣ヤバくね?                               | メルトランド           | パンケーキタワー     | DEAD AHEAD             | 密                         |
| Arcade Hunter                                 | ババア無双             | Go knots 3D          | 江戸へ行く金がない     | がちんこバドミントン       |
| Battle of Ninja                               | PARKOUR RACE           | やべー掃除屋さん     | SNIPING 3D             | ウィルヒーロー             |
| 勇者の飯                                      | それいけ!ヤン          | sand art             | ゴリラオンライン       | CAR PARKING DRIVING SCHOOL |
| STAR SKIP                                     | terasene               | 文字あわせ           | スタックカラーズ       | フォートバトル行動ナイト   |
| DUNGEON OF WELDOS                             | さくっと一撃バトル     | 山田伝説             | sky roller             | エンゲージソウルズ         |
| ランブルホッケー                              | ステッピーナイト       | SLUG                 | hook and smash         | デザートライダー           |
| スプレー.io                                   | up sky down            | ローリーレッグス     | 今はやめろ             | サムライフラッシュ         |
| ビルダッシュ                                  | CAT vs ZOMBIE          | mow zombies          | BASEBALL FURY 3D       | HELL COPTER                |
| ソーセージマン                                | cube surfer!           | ブロスタ             | かくれんぼ             | Curvy Punch 3D             |
| evertale                                      | カラーフロウ           | ほっとけ召喚士       | Perfect snipe          | PULL HIM OUT               |
| OCO                                           | ホームランクラッシュ   | 魔法の森             | Twisty Road            | A Little War               |
| グンマファンタジー                            | ぼくの最強のこうげき   | 単語消し             | エージェントアクション | ザコシュー                 |
| AFKアリーナ                                   | チキンキャレンジ3D     | PERFECT KICK2        | splat go               | hyperball                  |
| pong toss                                     | カンフー野球           | モーターボール       | Fall Guys Ultimate     | 聖剣サバイバル             |
| カンフーキャット                              | 将棋ウォーズ           | ノッカノッカ         | プロテクトVIP          | ゾンビスイーパー           |
| あやかしし禍津伝                              | たいふうコロッケ       | 落書きライダー       | HP1の勇者              | race3D                     |
| Crash Delivery                                | くまといっしょ         | マリオ3              | ZEN idle               | Lucky Kitten               |
| Roller Splat!                                 | 剣魂                   | ステッピーパンツ     | もちこね               | ballsort 2020              |
| ドラゴンクエストタクト                        | Bullet Rush            | ARENA GO             | Hex Stars              | スパイダーソリティア       |
| グリディーアイランド                          | 銭珍                   | フープスター         | don't Fall.io          | Golden Bubble Sort         |
| Money Buster!                                 | ハゲーム               | ひまつぶハンター     | Stickman combat        | cash dozer                 |
| 1/10の確率でたぬきに 有り金全部奪われるゲーム | 伝説のスターズ         | エピックレース       | うきよウェーブ         | perfect Golf               |
| Lucky toss 3D                                 | snake vs block         | レーサーキング       | jumper                 | 修羅道                     |
| Lucky you                                     | AIMS                   | デスインカミング     | レスキューマシン       | car summer games 2021      |
| マリオ35                                      | ショートカットラン     | 忍者大戦             | math mare              | looper                     |
| クレイジー怒っている雄牛の都市攻撃            | save the all           | 成り上がり           | 牛乳吹いたら負け       | Oh!GOD                     |
| BABA is You                                   | しりとりバトル         | idle ants            | のびのび               | フォートナイト             |
| ビッグハンター                                | Dig this               | ブラストシティ       | ユビホル               | テトリス99                 |
| among us                                      | cat&mouse              | spin the battle      | Mr.autofire            | spotlight                  |
| 群衆都市                                      | eスポーツテスト        | CAR flip             | マジックフィンガー     | デッドバイデイライト       |
| Helix jump                                    | 借金あるからギャンブル | 人狼将棋             | フォースマスター       | フォールガイズ             |
| Demolish!                                     | skyslider              | ball blast           | idle construction 3D   | 休むな!8分音符ちゃん       |
| ぷよぷよeスポーツ                             | みんはや               | ロックマン           | ロックマン2            | ロックマン3                |
| 限界しりとり                                  | monument varry         | 超魔界村             | あの頃の夏休み         | フィーバーダンク           |
| Firenight at フレディー                       |                        |                      |                        |                            |

### 2021年
太字は「全２４５タイトルの頂点を決めました。【クソゲーオブザイヤー２０２１】」でランクインしたタイトル
| 食べないと死ぬデラックス | クリアした奴マジ天才  | 9回裏だけ甲子園        | こねこがいなくなった       | Auto Brawl Chess      |
| Bang Bang Rabbit         | skee ball.io          | Bal Slider             | Micro Wars                 | 日本の政治闘争        |
| バウンスマスターズ       | HADO FIGHTER          | レッドソード           | Meteors Attack!            | rogue run             |
| バベルンルン             | コブシ道              | buddy toss             | Golf Orbit                 | かに戦争              |
| Tricky Tap               | SPRINT SHOUT          | 浪人:THE LAST SAMURAI  | Slingshot Stunt Driver     | スーパーヒット野球    |
| パイナッポーペン         | boas.io snake vs city | Exit Man               | ブルーアーカイブ           | Tricky Track 3D       |
| こっそり爆弾投げる       | ブレインウォッシュ    | スターシュートvs       | ユビホル                   | バタガチャ            |
| ほぼ無理ゲー             | Row Row               | ガムスリンガー         | ブレイカーアタック         | ヘキサゴンダンジョン  |
| going balls              | animal warfare        | 工場の覇者             | パズル&サバイバル          | 弾幕月曜日            |
| among us                 | ランバークラフト      | こねこはどこにいった？ | draw duel                  | 迷宮伝説              |
| Base Jump                | Dan The Man           | ピンポンフューリー     | Gear Race 3D               | Heros inc             |
| トップウォー             | Golf Zero             | 弓矢バトル             | evo pop                    | 僕のヤミカワ彼女      |
| ドランシア               | leap On!              | Der Erlkönig           | Dicemond                   | マッチ&ペア 3D        |
| Handyman                 | どうぶつタワーバトル  | 猫に見つかるな         | Make it fly                | FISH IDLE             |
| destroyer                | 不動産王              | 銀河の翼               | baseball clash             | project make over     |
| 発狂面接                 | トムとジェリー        | うまのプリンスさま     | Dice Push                  | 2048 Doge             |
| 岐阜クエスト             | オセロ                | Real drive             | ジャンプーマン             | ブロックブレイカー    |
| cannon demolition        | 高橋名人              | riding extreme 3D      | クイズ!みんなの答えは？    | 城崩しオンライン      |
| perfect time             | パーキングジャム      | Mystery Gen Blast      | アスレチックドリブル       | weapon cloner         |
| dumb turtle              | ビートラッシュ        | Slice it all           | Bounce and collect         | 本当の幸せ            |
| 懸賞麻雀                 | Z escape              | ゲームムービー研究所   | Hero Tower                 | モモンキーRun         |
| ざくざくキング           | ひまつぶローグ        | Hamster Maze           | バブルポップ2021           | ウソつきスゴロク      |
| 州.io                    | bricks n balls        | カウントマスター       | 私、猫で飛びます           | くねくねヘビ          |
| マネービンゴ             | Drop Number           | アイアム皇帝           | ball duel                  | Captain TNT           |
| 懸賞ランド               | 商人放浪記            | サッカースターズ       | War of Rafts               | block'em all          |
| Slices                   | godus                 | クラッシュロワイヤル   | マジカルボールソート       | Cutman Clinic         |
| Attack & Giants          | Big Baby              | Hero castle wars       | 100年 〜人生シミュレーター | 今を生きる仮想通貨    |
| Pusher 3D                | crowd defense         | ザ・アンツ             | モブコントロール           | バブルシュータープロ  |
| Fury Shot                | ジグソー de 懸賞      | 対戦ひとふで           | 荒野行動                   | Wet Hoops             |
| Money well               | Tile Matching         | マグロでGo!            | idle farm tycoon           | mow my lawn           |
| Drew the line            | Planet Bloom          | Mini Blaster           | バトルドリーム             | ナンプレ&スピードくじ |
| 剣と勇者とレベルアップ   | かたぐるまクローンズ  | 自販機                 | レベルゲームDASH           | Cards Of Terra        |
| ランブルアリーナ         | Gun sprint            | 魔女狩りの塔           | タップアウェイ             | ロボバトル            |
| ケーブシューター         | RAGDOLL RUNNERS       | unicycle hero          | リアルタイム シールダー    | wonder forest craft   |
| クローンボール           | ニンジャ              | Bridge race            | ポイントランプ2            | 昆虫の超進化          |
| クレイジーカクーム       | もえるゴミの日        | スライダープリンセス   | 超スマホゲー               | パドックGP2           |
| ダービーウィナー         | Age of Z              | HERO SQUAD             | チャレンジ3D               | ハイパーカード        |
| じゃがいも               | Fantasy Simulator     | ストーンマイナー       | くじ引きサイクル           | ムーンパイオニア      |
| アイドルマフィア         | 筋肉を育てて売る      | コネクト ワン          | メガタワー                 | 進撃アタック          |
| ねずみバスターズ         | Mega Ramp Car Jumping | TOWER WAR              | ハトジャンプ               | スライムの逆襲2       |
| flex run 3D              | がけっぷち勇者        | エボニー               | Super One More Jump        | Idle Slayer           |
| 脳トレ射撃               | ドラコモン            | ボットワールド         | traffic cop                | 左折職人              |
| ボンレスゾンビ           | ふっかつのじゅもん    | マージアニマル         | ウォールトランポリン       | 白線を出たら死亡      |
| Shot factor              | ポーカーチェイス      | ハンマーズクエスト     | 決闘シミュレーター         | KAIJU RUN             |
| きりんつかまえ           | ドブネズミ            | ソウルナイト           | Stop the Flow              |                       |
| どどんぱち               | ハングライン          | Draw weapon            | バスケアリーナ             |                       |
| セクシーハトジャンプ     | ラズベリーマッシュ    | ロケットリーグ         | Shoot The Crowd            |                       |
| hooper hooper            | ジャンプキング        | Giant Wanted           | Wish you luck              |                       |
| ピタゴラス               | オイルマン            | Mosquito Bite 3D       | Pin Out                    |                       |
| ポンボール               | スタンピード          | 東方千夜帖             | Brush Hit                  |                       |